# Getreideprob-Metzen
Der Getreideprob-Metzen war ein österreichisches Volumen- und Getreidemaß und entsprach einem Achtelbecher des vollen Metzens. Es wurde auch die Bezeichnung Achtelbecher verwendet, in Bezug auf die Maßgröße.
- 1 Getreideprob-Metzen = 3 1/32 Pariser Kubikzoll (3 1/33[1]) = 1/16 Liter[2]
- 1 Metzen = 1024 Achtelbecher[3]